# 劉崧 (明朝)
刘崧（1321年—1381年），字子高，原名楚，号槎翁，江西泰和珠林（今属泰和塘洲镇）人，元末明初文学家，为江右诗派的代表人物，官至吏部尚书。

## 生平
刘崧家境一般，自幼努力向学，史载他七岁能诗。元至正十六年（1356年）中举。明洪武三年（1370年）举经明行修科，朱元璋在奉天殿召见，授兵部职方司郎中，奉命到镇江征粮。镇江多功臣之田，租赋主要由普通百姓承担，刘崧力奏朝廷，才得以减免。随后改任北平按察司副使，当时推翻元朝统治不久，北平作为元朝的故都，管理难度大，他上任后，轻刑省事，招集流亡百姓恢复生产，并在学宫旁立文天祥祠激励世风，又立石碑昭示各府县不要以徭役繁累百姓。后因上奏减少宛平驿马之政，为宰相胡惟庸所忌，在一事中被坐罪贬官，不久被放回乡。洪武十三年胡惟庸被诛后，刘崧被复用，拜为礼部侍郎，不久又升为吏部尚书。当年发生了雷击谨身殿之事，朱元璋召集群臣论施政得失，刘崧答之以“修德行仁”。不久致仕，再次回乡。第二年三月，再被朱元璋征用，拜国子司业，赐鞍马，以朝夕晋见皇帝。当年六月，因病逝世。病发时，他还坚持教导学生，逝世前，国子祭酒李敬问他有何遗言，他没有一句话言及家事，只是回答说：“天子派我教导国子监学生，希望我能成功，我却就要死了”逝世后朱元璋亲自撰文祭奠他。
刘崧自幼博学，天性廉洁谨慎。他兄弟三人在泰和有一栋房子，五十亩田，升官后却从来没有增加。一条布被用了十年，直到被鼠咬烂才换掉，但仍改成衣服给他的儿子穿，为官期间，从来都不带家眷相随，赴北平任职时，仅带一书僮。每日晚上都坚持读书。著有诗文集《槎翁集》、《职方集》等。。

## 诗风
刘崧是明初江右诗派的代表人物，杨慎评明诗，以其为第一。明史称其“善为诗，豫章人宗之为‘西江派’云”。徐泰《诗谈》称其“如冬岭孤松，老而愈秀”。胡应麟《诗薮》称：“当明之初，吴中诗派，昉於高启；越中诗派，昉於刘基；闽中诗派，昉於林鸿；岭南诗派，昉於孙蕡；而江右诗派，则昉于崧。”《四库全书总目提要》则称其“大抵以清和婉约之音，提导后进”，但“迨杨士奇等嗣起，复变为台阁博大之体，久之遂浸成冗漫，北地信阳乃乘其弊而力排之，遂分正、嘉之门户”，“然崧诗平正典雅，实不失为正声。固不能以末流放失，并咎创始之人矣。”
其文学作品有许多描述泰和的农耕、采樵、采矿、战争前后环境等乡村景观，美国汉学家 John W. Dardess 甚至以他的作品为主，复原了明初泰和县的居民点、土地使用和风光景观。